# Segunda Batalha de Tapas
Segunda Batalha de Tapas (em latim: Tapae) foi uma decisiva batalha da Campanha dácia de Trajano travada em setembro de 101 na qual o imperador romano Trajano derrotou o exército do rei dácio Decébalo. Por outros motivos, a campanha se arrastou até terminar em 102.

## Contexto
Tão logo Trajano se tornou imperador romano, ele começou a planejar sua campanha contra a Dácia, que resultou numa campanha militar entre 101 e 102. A desculpa utilizada foi a falta de respeito de Decébalo com os romanos e o fato de que ele teria deixado de respeitar os termos do tratado de paz firmado depois da Primeira Batalha de Tapas (87-8), depois da Campanha dácia de Domiciano.
Além das nove legiões romanas que já estavam estacionadas na fronteira do Danúbio, Trajano trouxe mais duas, a X Gemina e a XI Claudia, e criou outras duas novas, a II Traiana Fortis e a XXX Ulpia Victrix.

## Batalha
O exército imperial romano cruzou o Danúbio em Viminácio e avançou lentamente pela Dácia. Assim como na campanha anterior, de Domiciano, a batalha foi travada em Tapae ("Tapas"). Os dácios resistiram à ofensiva romana até que uma tempestade começou, o que foi interpretado por eles como um sinal dos deuses e que resultou na decisão de recuar.

## Consequências
Como o inverno já estava próximo, Trajano decidiu esperar até a próxima primavera para continuar sua ofensiva contra Sarmizegetusa. Decébalo se aproveitou e, no inverno de 101-2, atacou a Mésia, provocando um grande combate na Batalha de Adamclisi.